# Pentalen
Pentalen ist ein bicyclischer ungesättigter Kohlenwasserstoff, bestehend aus zwei anellierten Cyclopentadien-Ringen. Das Molekül enthält ein doppeltes Pentafulven-Strukturelement. Gemäß der Hückel-Regel ist diese Verbindung mit 8 π-Elektronen nicht zu den Aromaten zu rechnen, vielmehr handelt es sich um ein antiaromatisches System, das sich wie ein nicht mesomeriestabilisierte Polyen verhält.

## Darstellung
Ein synthetischer Zugang zu Pentalen und Alkylpentalen-Derivaten ist die Cylclisierung von 6-(Dialkylaminovinyl)-Pentafulven (1). Das primäre Cyclisierungsprodukt (2) wird durch eine sigmatrope Umlagerung in das Dihydropentalen-Derivat (3) überführt. Aus Verbindung (3) erhält man über einen Hofmann-Abbau das entsprechend substituierte Pentalen (4).

## Eigenschaften
Aufgrund der hohen Reaktivität dimerisiert Pentalen (1) bereits bei sehr niedrigen Temperaturen zu Pentacyclo[8.6.02,9.03,7.011,15]hexadeca-3,5,7,11,13,15-hexaen (2) und kann daher nur spektroskopisch oder durch Abfangreaktionen nachgewiesen werden.
Während einfache Alkylpentalene ebenfalls sehr leicht dimerisieren, sind tert.Butyl- und Phenyl-substituierte Pentalene, Benzopentalene, sowie elektronisch stabilisierte Pentalene relativ stabil und einfach zugänglich.